# Yossi Beilin
Yossef Beilin, in ebraico: יוסי ביילין (Petah Tiqwa, 12 giugno 1948), è un politico israeliano, membro del Knesset, ex -viceministro degli Esteri e ministro della Giustizia per il Partito Laburista Israeliano.
È stato a capo del Meretz-Yachad negli anni 2003-2008. È noto per la sua partecipazione agli accordi di Oslo.

## Premi e riconoscimenti
Premio Archivio Disarmo "Colombe d'Oro per la Pace" 2009